# ナンシー・トロリーバス

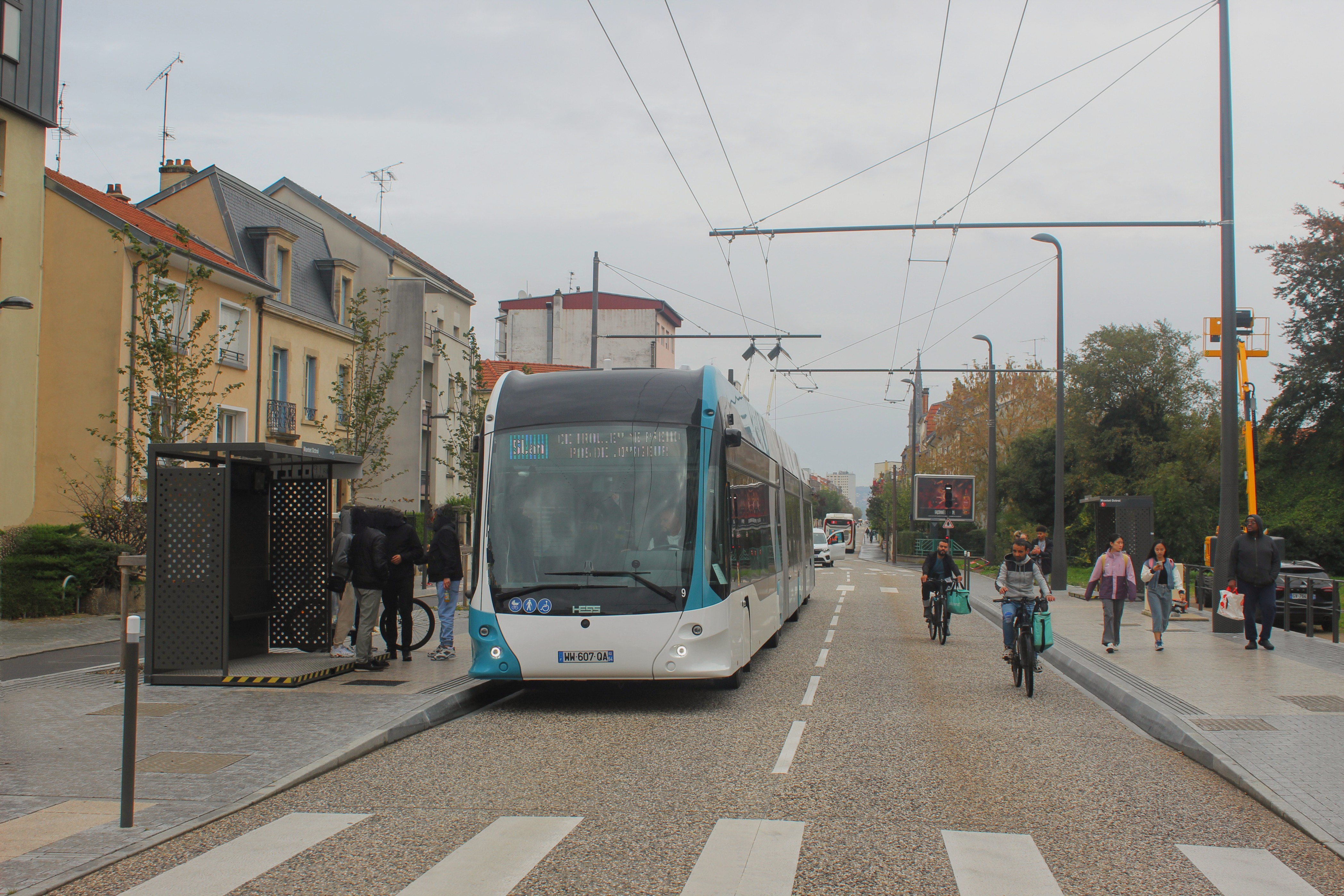
2025年から運行を開始する3代目のトロリーバス（2024年撮影）

この項目では、フランスの都市・ナンシーのトロリーバスについて解説する。ナンシーには1982年から1999年まで運行された最初の路線網（初代）、2000年から2023年まで営業運転が行われたゴムタイヤトラムとの両用車両を用いた路線（2代）、2025年に営業運転を開始した新規のトロリーバス路線（3代）が存在する。

## 歴史

### 初代（トロリーバス）
1958年に路面電車（ナンシー市電）が廃止されて以降、ナンシーの公共交通機関は路線バスが担っていたが、1973年の石油危機をきっかけに、それまでの化石燃料を用いる自動車に代わる新たな都市交通の模索が始まった。そして1980年、専用レーンの敷設を含めた公共交通網の拡充の一環として、幾つかのバス路線をトロリーバスに転換する方針が都市区議会で採択された。そして1982年11月25日、最初のトロリーバス路線である19号線が開通した。これに合わせて導入された車両はルノー製の連節式車両であるPER180Hで、ディーゼルエンジンを搭載しており架線が無い区間でも走行可能であった。
その後、同年12月10日には4号線、翌1983年9月4日には3号線がトロリーバスに転換された他、架線が設置されていない一部のバス系統についてもトロリーバス車両による運用が実施されるようになった。それ以降もナンシーでは複数のトロリーバス路線の増強が計画されたが実現されず、車両の増備も1983年以降行われなかった。そして1990年代に入ると、ディーゼルエンジンと主電動機双方を積載した事による重量過多を始めとした要因によるPER180Hの老朽化が課題となり始めた。
そんな中、1998年にナンシーでは道路の中央に案内軌条（ガイドレール）を設置したゴムタイヤトラムを導入し、トロリーバス網を置き換える案が提唱され、同年11月にボンバルディア・トランスポーテーション（現：アルストム）との間に、同社が開発した「TVR」システムを導入する契約を交わした。それ以降、建設工事の過程でトロリーバス車両は運用から撤退していき、1999年9月までにトロリーバス網の運行はすべて停止された。

### 2代（ゴムタイヤトラム）

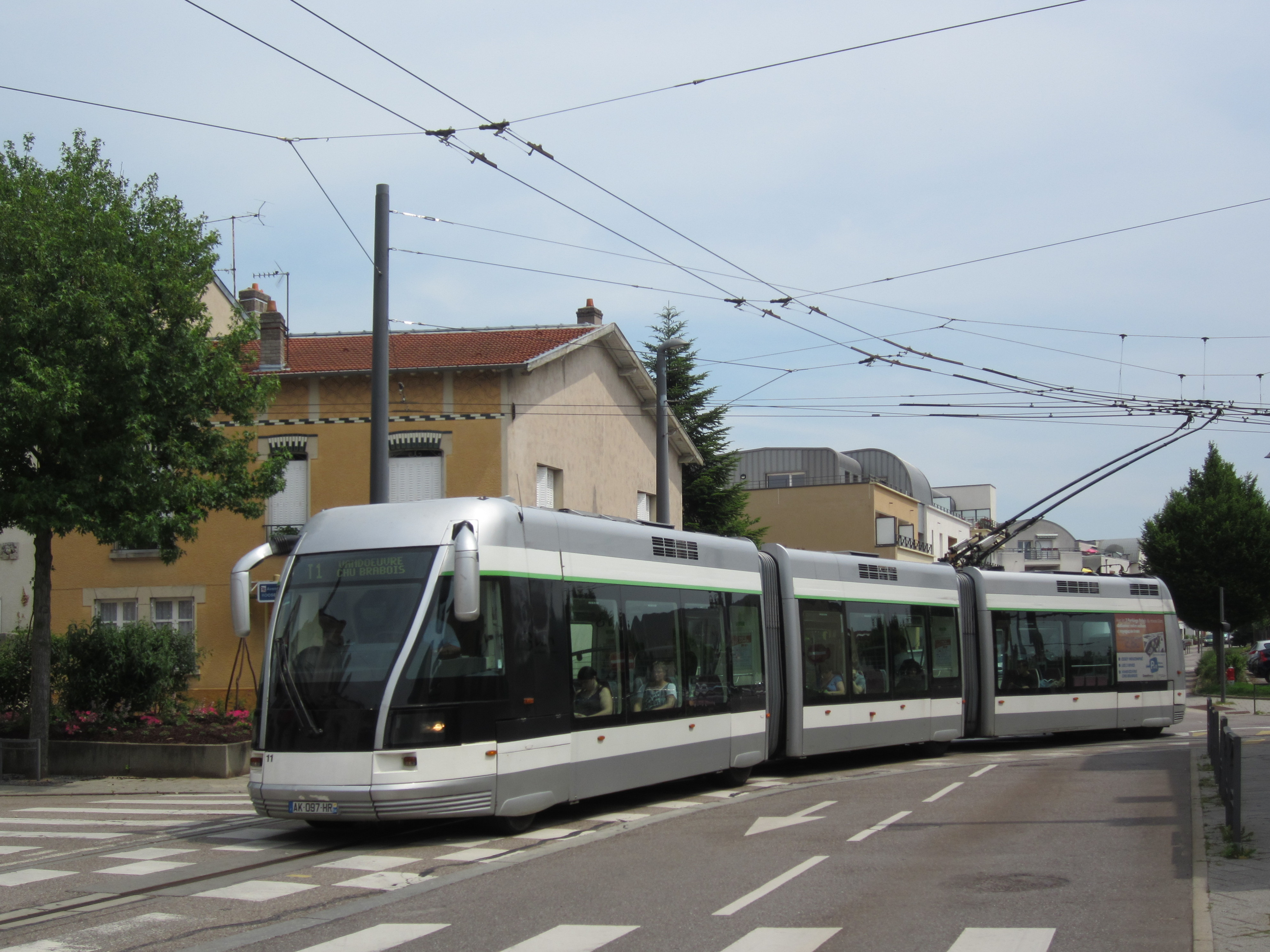
ゴムタイヤトラムとトロリーバスの兼用システム「TVR」（2013年撮影）

トロリーバスに代わりナンシーに導入された「TVR」は、従来の架線を再利用する事を前提に独自の設計が行われた車両や施設が用いられた他、一部の区間は案内軌条が無く、通常のトロリーバス車両として運行可能な仕様となっていた。これを活かし、全長11.1 kmの区間のうち65 %はガイドレールに沿って走るゴムタイヤトラムとして、それ以外の区間はトロリーバスとして走行していた。
だが、2001年の本格的な営業運転開始以降、ガイドレールと接触する車輪の脱線が頻発し、一部の曲線区間で最高速度が抑えられた。加えて各地のバス停（停留所）のプラットホームと車両が擦れてタイヤが破裂する、同じ箇所を繰り返し通過する事でアスファルトに轍が生じ道路の状態が急速に悪化する、車両自体の運転席からの視界の悪さが指摘されるなど問題が相次いだ。更にはトロリーバスへの切り替えの最中に架線柱と車両が衝突する事故も発生し、改善が認められた2002年まで運行を休止する事態となった。
これらの問題を受け、ナンシーではゴムタイヤトラムに代わる新たな交通機関の模索を開始し、その過程でゴムタイヤトラムは廃止される事となった。次項で述べる新たなトロリーバスの建設工事に伴い、最後の運用が行われたのは2023年3月12日である。

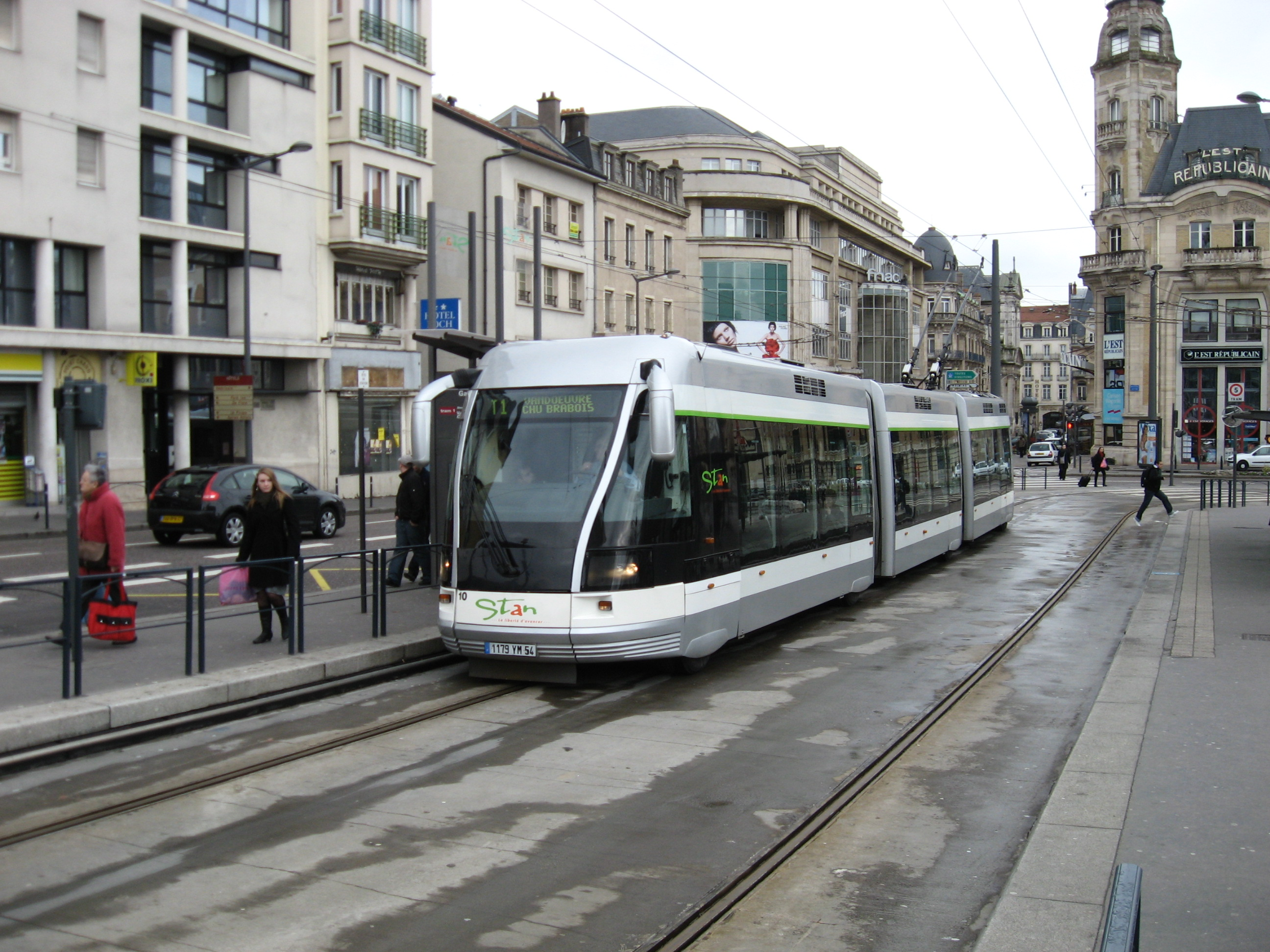
ガイドレールが存在する箇所ではゴムタイヤトラムとして走行（2009年撮影）
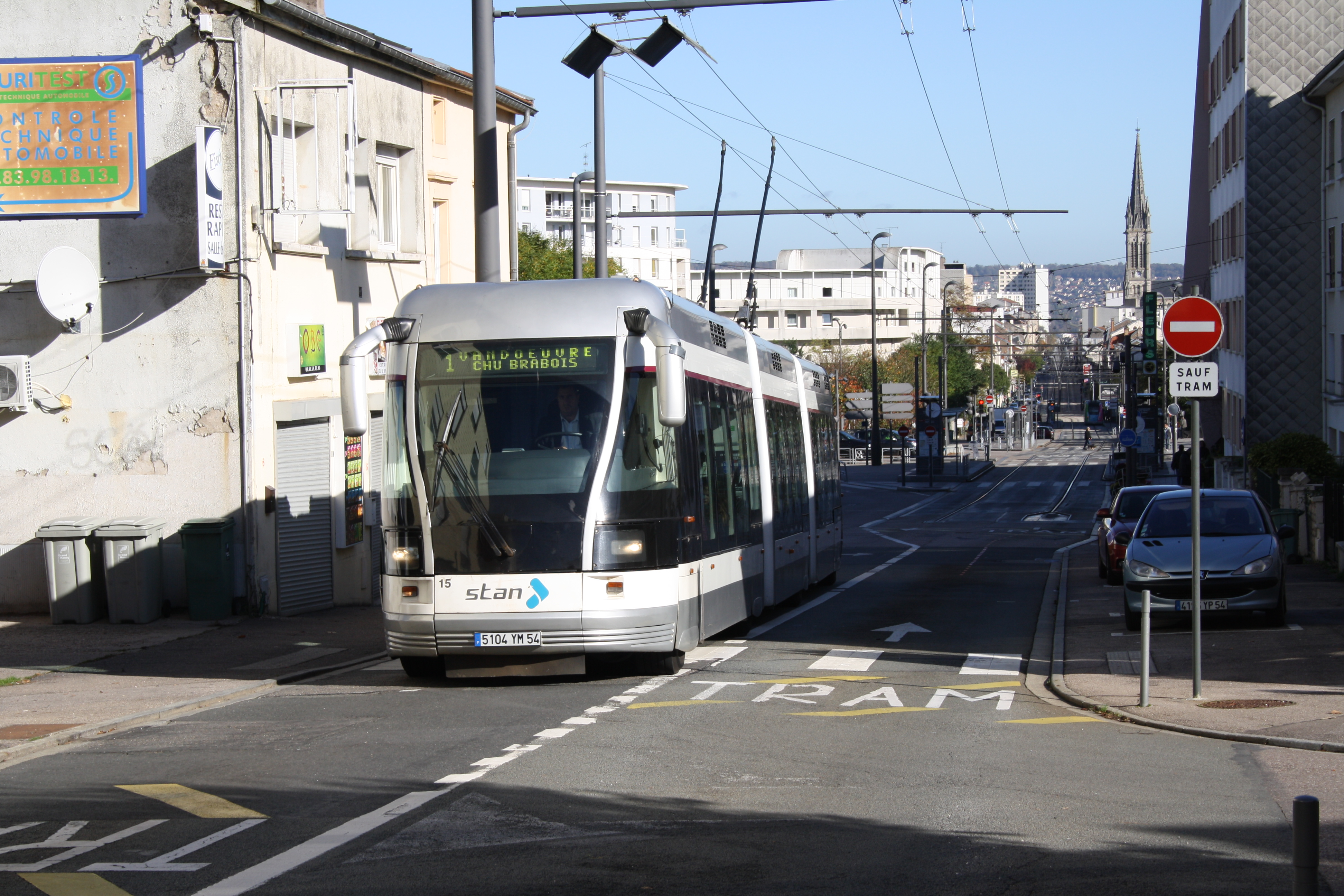
ガイドレールが無い区間ではトロリーバスとして運行されていた（2013年撮影）
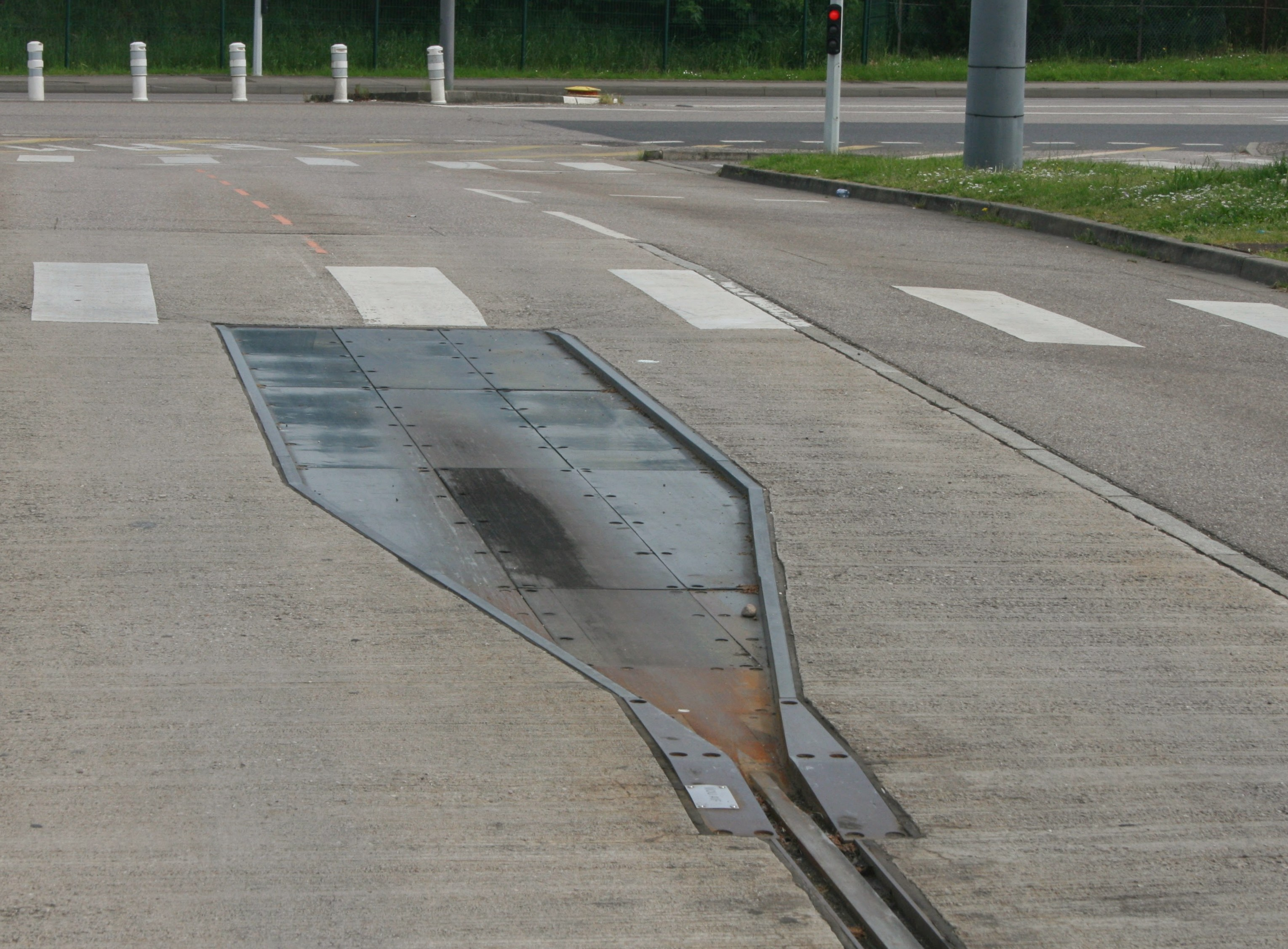
ゴムタイヤトラムとトロリーバスの切り替え箇所（2023年撮影）

### 3代（トロリーバス）
問題が相次いだTVRに代わる交通機関として、当初路面電車（ライトレール）の建設が発表され、2020年以降工事が開始される予定であった。しかし、高額の建設費用に加え、計画路線の途中にある急勾配が課題となった事から、ナンシー大都市圏議会は2021年に路面電車の導入を延期し、導入費用の削減が可能となる従来型のトロリーバスの再導入を決定した。
これに合わせた工事は2023年から実施されており、2025年4月5日から1号線（Essey Mouzeimpré - CHU Brabois）として営業運転を開始している。また、車両については2022年にスイスのカロッセリー・ヘスとの間に2連節車両のライトラム（lighTram）を導入する契約を交わしており、2024年から2025年にかけて合計25両の納入が行われている。運営はケオリスによって実施される。

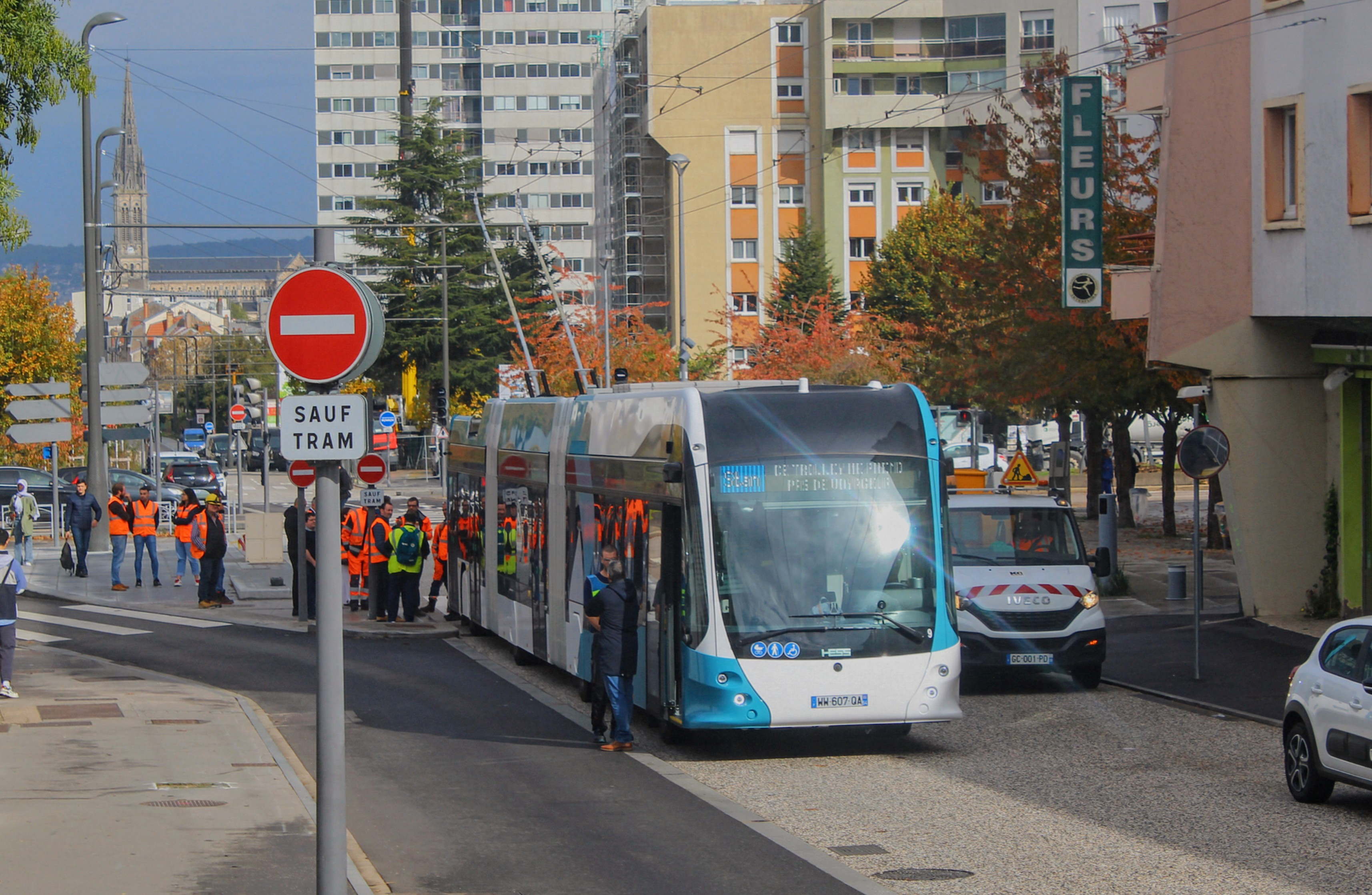
試運転中の「ライトラム」（2024年撮影）